# Собака крапка ком
Собака крапка ком (англ. Dog With a Blog) — американський комедійний серіал, прем'єра якого сталася 12 жовтня 2012 року на каналі Disney. В Україні транслювався на каналі ПлюсПлюс. Слоган серіалу «Кожній собаці є, що сказати» («Every dog has his say»).

## Сюжет
Евері Дженнінгс і Тайлер Джеймс, звідні брат і сестра які живуть в Пасадені, постійно ворогують один з одним до тих пір, поки в їх будинку не з'являється собака по кличці Стен. І тепер підліткам і їх молодшій сестрі, Хлої, припаде нелегко, адже їм доведеться зберігати таємницю пса — Стен володіє людською мовою, і навіть веде свій блог, де записує свої дотепні спостереження за людьми. Мати сімейства, Еллен Дженнінгс відразу ж не злюбила пса, адже вона терпіти не може собак. А батько, Беннет Джеймс навпаки, привів Стена, щоб діти змогли трохи зблизитися. Постійно намагаючись тримати в таємниці секрет Стена, діти потрапляють в різні неприємності і комічні ситуації.

## В ролях

### В головних ролях
- Евері Дженнінгс (Джі  Ханнеліус) — 13-річна звідна сестра Тайлера і Хлої. Дуже розумна і працелюбна. Завжди і всюди все робить згідно з правилами, не любить ризикувать. Вона завжди знає чого хоче. Хоче вступити в юридичну школу. Евері дуже відповідальна і ненавидить хлопців таких як Тайлер. Хоча він і дратує її, вони все одно люблять один одного. Евері здатна вирішувати всякі проблеми, а крім того вона президент школи, член команди по черлідингу і гімнастиці, також непогано жонглює. У неї є найкраща подруга Ліндсі.
- Стенлі Джеймс (Кума та Мік) — пес, здатний говорити по-людському, улюблений пес Евері. Веде особистий блог. Обожнює пуделів. Він приховує свій секрет, і Евері, Тайлер і Хлоя — єдині люди, хто знає про це. Хоч він не любить говорити про це, але в нього в родоводі був кіт. У нього є друг — іграшкова мавпа Роберт.
- Тайлер Джеймс (Блейк Майкл) — 16-річний брат Хлої і звідний брат Евері. Тайлер дуже популярний в школі і іноді здається, що хороші речі трапляються тільки з ним, може заполучити будь-яку красиву дівчину. Буває дуже наївним, чим користуються інші люди. Також він дуже лінивий, безвідповідальний і не любить вчитися. Геній математики і нездарний актор. Може показатися безтурботним і надто невимушеним, але коли це необхідно він завжди прийде на допомогу, показуючи, що він турбується про людей.
- Хлоя Джеймс (Франческа  Капальді) — 6-річна сестра Тайлера і звідна сестра Евері, солодкоїжка, дуже наївна і подвижна. Батьки часто забувають її де-небудь і щоразу, компенсують купуючи їй нову ляльку. Має хорошу фантазію і завжди придумує щось неймовірне. Часто лякає Тайлера по ночах.
- Беннет Джеймс (Реґан Бернс) — батько Тайлера і Хлої, вітчим Евері. Дитячий психолог, котрий виховує своїх дітей по своїй власній книзі про психологію. Купив дітям собаку, щоб зблизити їх.
- Еллен Дженнінгс (Бет Літтлфорд) — мати Евері, мачуха Тайлера і Хлої. Просто не переносить собак, Стена також, але до кінця серії «The Parrot Trap», вони з псом поладили. Вважає себе «котячницьою». Погано готує. У неї є прізвисько «Смерделлен» через жахливий запах в машині.
- Роберт Дженнінгс (просто  іграшкова мавпа) — іграшкова мавпа, яку Стену купили Евері і Хлоя. Хоч Роберт і ненавидів Беннета все ж вони поладнали. Вважає себе двійником Стена але це не так. Є друг — сам Стен.